# 德累斯顿民族学博物馆

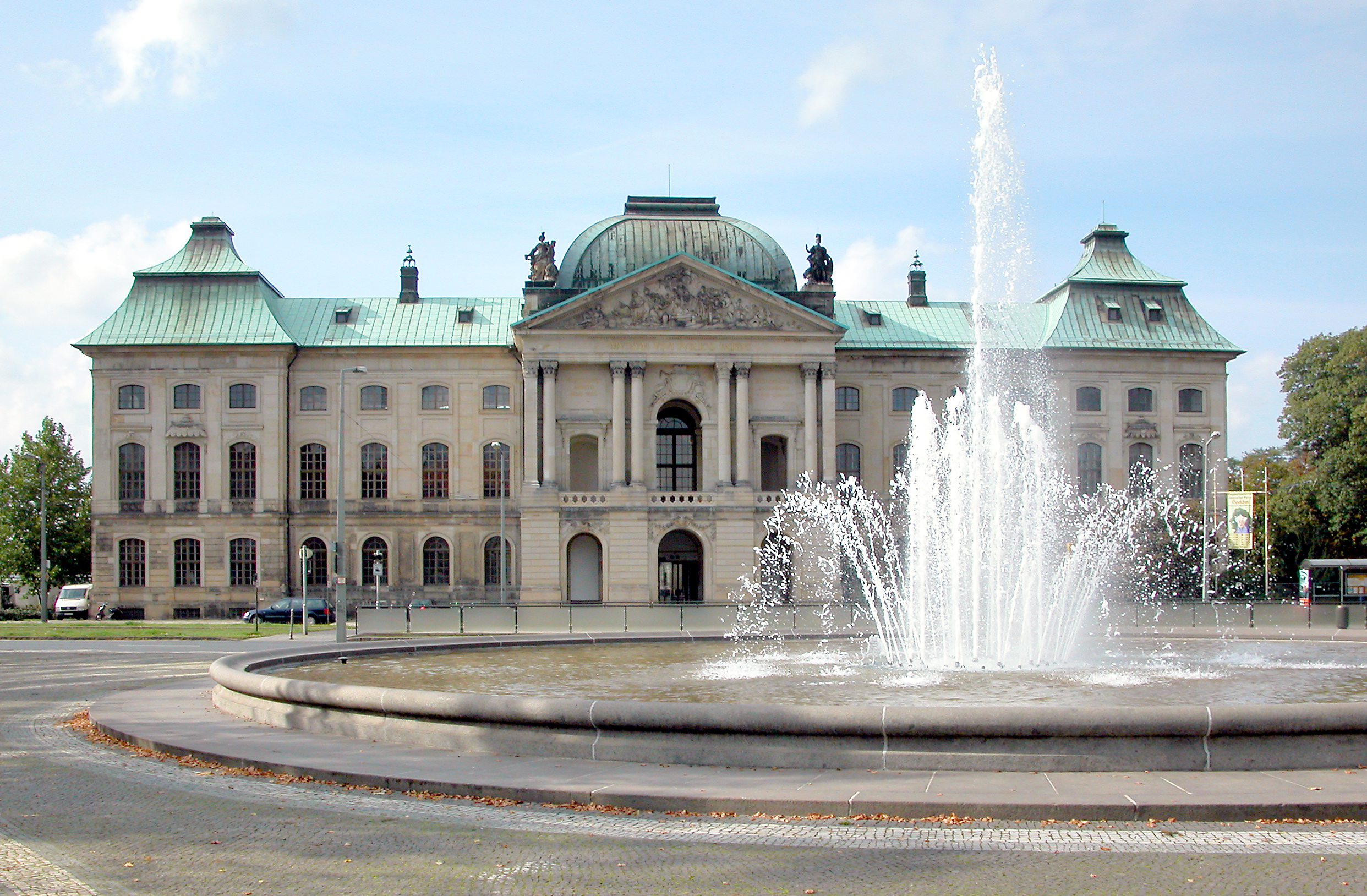
日本宫

德累斯顿民族学博物馆（德語：Museum für Völkerkunde Dresden）是德国德累斯顿的一座博物馆。

## 历史
成立于1875年，起源可追溯到16世纪萨克森选侯奥古斯特于1560年建立的珍奇屋。收藏来自全球各地的 90,000 多件民族志文物。它是德累斯顿国家艺术收藏馆（Staatliche Kunstsammlungen Dresden）的一部分。博物馆设于易北河畔的日本宫，这是一座巴洛克式建筑群。